# Fard (maquillage)
Pour les articles homonymes, voir Fard.

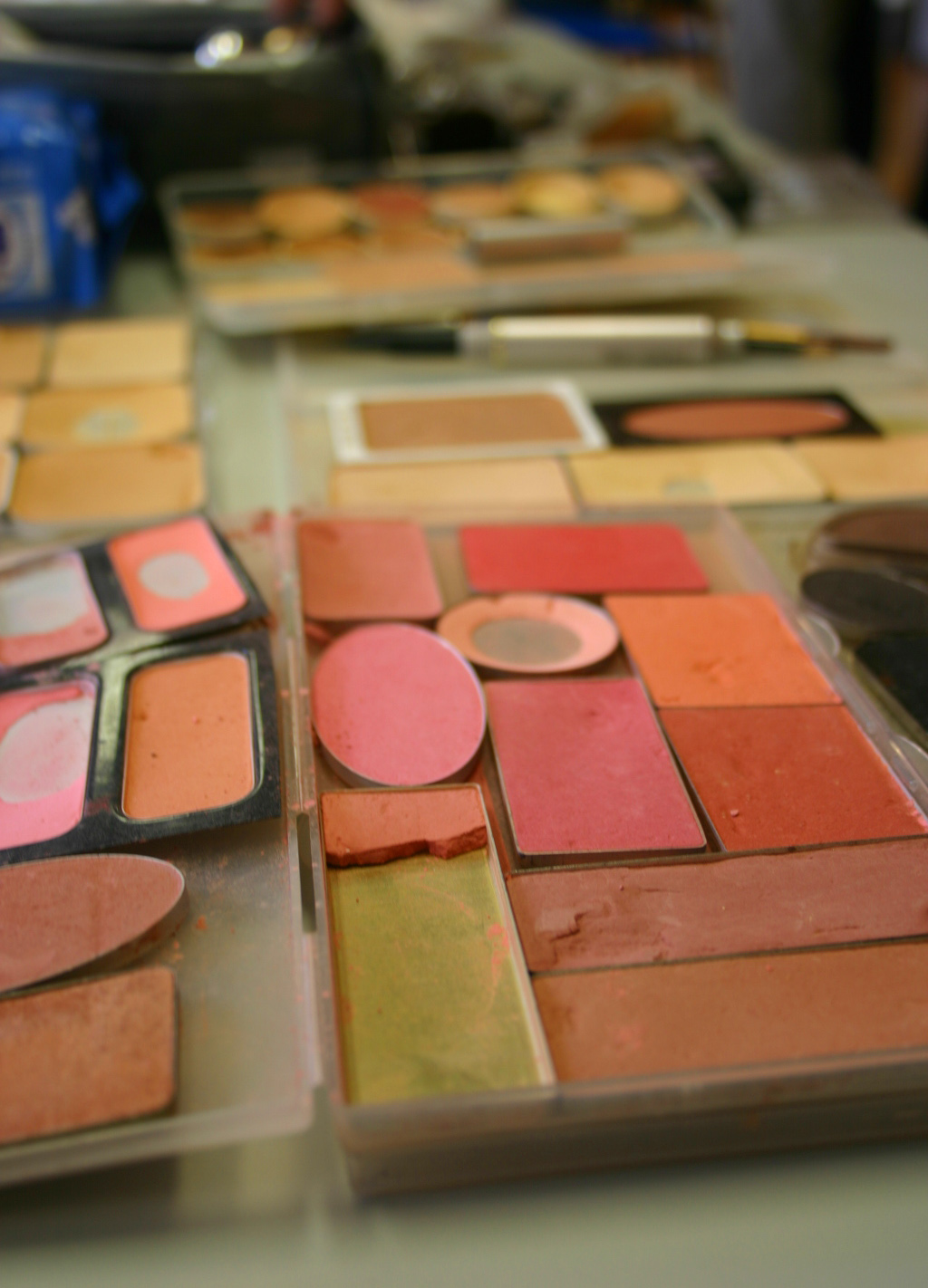
Exemple de fards

Le fard est un produit cosmétique permettant de colorer différentes parties du visage dont il porte souvent le nom associé : fard à cils, fard à joues, fard à lèvres, fard à paupières.
Les fards sont des produits cosmétiques très anciens, utilisés dès l'Égypte antique.
La légère coloration des joues auxquels ils sont associés a donné naissance à l'expression piquer un fard, qui signifie rougir.

## Fard à cils
Proche du mascara, il se présente en pain et s'applique avec une brosse sur les cils afin de les épaissir, de les allonger et de les colorer.

## Fard à joues

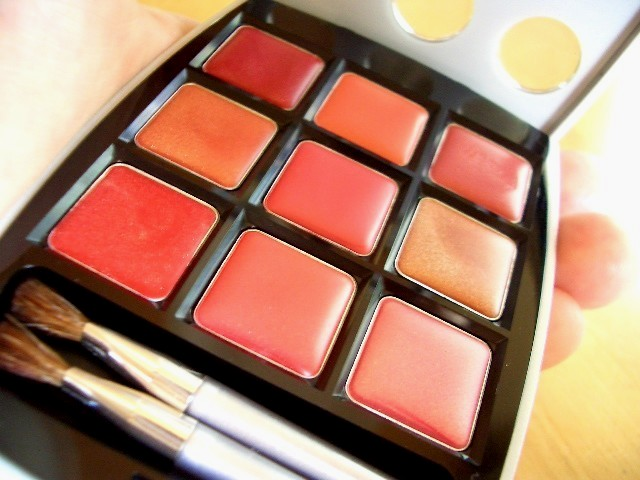
Exemple de fard à joues

Le fard à joues ou blush, sert à colorer les pommettes afin de rehausser le teint.
Il se présente sous différentes formes : crème, poudre, gel et liquide.
Considéré comme la touche finale du maquillage, il s'applique sur les pommettes en souriant légèrement puis s'étire vers le haut et se termine par petites touches sur la tempe.

## Fard à paupières
Le fard à paupières(en) ou ombre à paupières se présente généralement sous forme de poudre compactée qui s'applique avec un pinceau ou à la main.
Ce cosmétique s'applique par nuance de la plus claire à la plus foncée en commençant près de l'œil sur la paupière mobile et en terminant par la nuance la plus foncée au ras des cils.